# Лупул Омелян Володимирович
Лупул Омелян Володимирович (нар. 1 серпня 1950, Раранча) — український поет-лірик, байкар.

## Біографія
Народився у 1950 році у селі Раранча (нині — Рідківці) поблизу Чернівців. У ранньому дитинстві втратив батьків. Виховувався у родичів.
По закінченні середньої школи став студентом Чернівецького медінституту, що його через рік і залишив. Потім став студентом Чернівецького університету (філологічний факультет). Якийсь час вчителював у школах Миколаєва та на Вінниччині. З 1980 року на видавничій роботі в Чернівецькому університеті.

## Праці
- Лупул Омелян. Скрижалі; Оранта; Гіганти і карлики: поезії. — Чернівці: Букінвест, 1993. — 80 с.
- Лупул Омелян. Щучині сини: байки. — Чернівці: Рута, 1995. — 55 с.
- Лупул Омелян. Лицедії: байки. — Чернівці: Рута, 1998. — 55 с. — ISBN 966-568-052-8.
- Лупул Омелян. Алегорії: байки. — Чернівці: Рута, 2001. — 55 с. — ISBN 966-568-410-8.
- Лупул Омелян. Блазні у лазні: байки. — Чернівці: Рута, 2002. — 47 с. — ISBN 966-568-468-X.
- Лупул Омелян. Скульптури з натури: байки. — Чернівці: Рута, 2002. — 48 с.
- Лупул Омелян. Промови про мови: байки. — Чернівці: Рута, 2005. — 32 с. — ISBN 966-568-769-7.
- Лупул Омелян. Квіти для еліти: байки. — Чернівці: Рута, 2006. — 32 с.